# Gorica pri Dobjem
Gorica pri Dobjem je naselje v Občini Dobje.